# Bunt-Sesel
Der Bunt-Sesel (Seseli pallasii), auch Bunter Bergfenchel genannt, ist eine Pflanzenart aus der Gattung Bergfenchel (Seseli) innerhalb der Familie der Doldenblütler (Apiaceae). Er ist in Ostmittel-, Südost- und Osteuropa verbreitet und im deutschsprachigen Raum kommt er ausschließlich in Österreich und Südtirol (im Vinschgau) vor.

## Beschreibung

### Vegetative Merkmale
Der Bunt-Sesel ist eine mehrjährige, selten zweijährige, krautige Pflanze, die Wuchshöhen von meist 50 bis 120 (30 bis 150) Zentimetern erreicht. Der stielrunde, höchstens leicht gefurchte, kahle Stängel weist später am Grund einen Faserschopf aus abgestorbenen Laubblättern auf.
Die wechselständig angeordneten Laubblätter sind meist in Blattstiel und Blattspreite gegliedert. Die Blattstiele und die Blattrhachis sind oberseits rinnenförmig vertieft. Die Blattspreite ist blau- bis graugrün und drei- bis vierfach gefiedert bis fiederschnittig. Die Grundblätter sind gestielt. Die Stängelblätter sind kurz gestielt bis sitzend; ihre Blattspreite ist bei einer Länge von meist 15 bis 20 (10 bis 25) Zentimetern sowie einer Breite von meist 8 bis 15 (4 bis 18) Zentimetern breit-eiförmig bis dreieckig im Umriss, dreifach gefiedert, wobei die Fiedern zweiter Ordnung dreizählig und die Blattzipfel bei einer Breite von etwa 1 Millimeter schmal-linealisch bis linealisch-lanzettlich sowie fein gezähnt sind.

### Generative Merkmale
Die Blühzeit des Bunt-Sesel reicht in Mitteleuropa von Juli bis August. Der doppeldoldige Blütenstand weist meist keine Hüllblätter und sieben bis 25 kahle ungleich lange Doldenstrahlen auf. Die Döldchen besitzen mindestens drei Hüllchenblätter, die allseitig ausgebildet sind. Die Hüllchenblätter sind zur Blütezeit etwa halb so lang wie die längsten Blütenstiele. Kelchblätter sind meist nur undeutlich ausgebildet. Die rundlichen, rund einen halben Millimeter langen Kronblätter sind weiß und kahl. Die Griffel sind zuletzt etwa doppelt so lang wie das Griffelpolster und sind darüber zurückgebogen. Die Frucht ist 2,5 bis 3,5 (bis 5) Millimeter lang
mehr oder weniger gerippt und rund zweimal so lang wie breit. Sie hat bleichgelbe Rippen und dunkelgrüne Tälchen.

### Chromosomenzahl
Die Chromosomenzahl beträgt 2n = 20.

## Ökologie
Beim Bunt-Sesel handelt es sich um einen Hemikryptophyten.
Der Bunt-Sesel eine hapaxanthe Pflanze.

## Standortbedingungen
Beim Bunt-Sesel tritt besonders auf Lössböden auf.

## Vorkommen und Gefährdung
Der Bunt-Sesel ist in Ostmittel-, Südost- und Osteuropa verbreitet. Er kommt vor in Österreich, Slowenien, Kroatien, Serbien, Bosnien-Herzegowina, Montenegro, Mazedonien, Griechenland, Bulgarien, Italien, Slowakei, Ukraine, Rumänien, Moldawien und im Kaukasusraum. Weitere indigene Vorkommen befinden sich im westlichen Nordafrika in Marokko, Algerien und Tunesien.
In Österreich tritt der Bunt-Sesel im pannonischen Gebiet selten bis sehr selten auf Trockenrasen, trockenen Böschungen und Wegrändern in der collinen und submontanen Höhenstufe auf. Die Vorkommen beschränken sich auf die Bundesländer Wien, Niederösterreich und das Burgenland. Der Bunt-Sesel gilt in Österreich als gefährdet bis stark gefährdet.

## Taxonomie
Die Erstbeschreibung von Seseli pallasii erfolgte 1816 durch Wilibald Swibert Joseph Gottlieb von Besser in Catalogus Horti Botanici Wolhyniensis Cremenici, Seite 130. Es gibt auch Quellen, in denen als Erstbeschreibung die von Seseli varium durch Ludolf Christian Treviranus in Index Seminum quae in horto botanico Wratislaviensi prostant … (Breslau), 1818, S. 6 angegeben ist, aber die erfolgte erst 2 Jahre später. Weitere Synonyme für Seseli pallasii Besser sind: Seseli chaerophylloides hort. ex DC., Seseli crassifolium hort. ex DC., Seseli decipiens Ledeb. ex Rchb., Seseli elatum Thuill., Seseli levigatum Kerner ex Dalla Torre & Sarnth., Seseli promonense Vis., Seseli transsilvanicum Schur

## Bilder

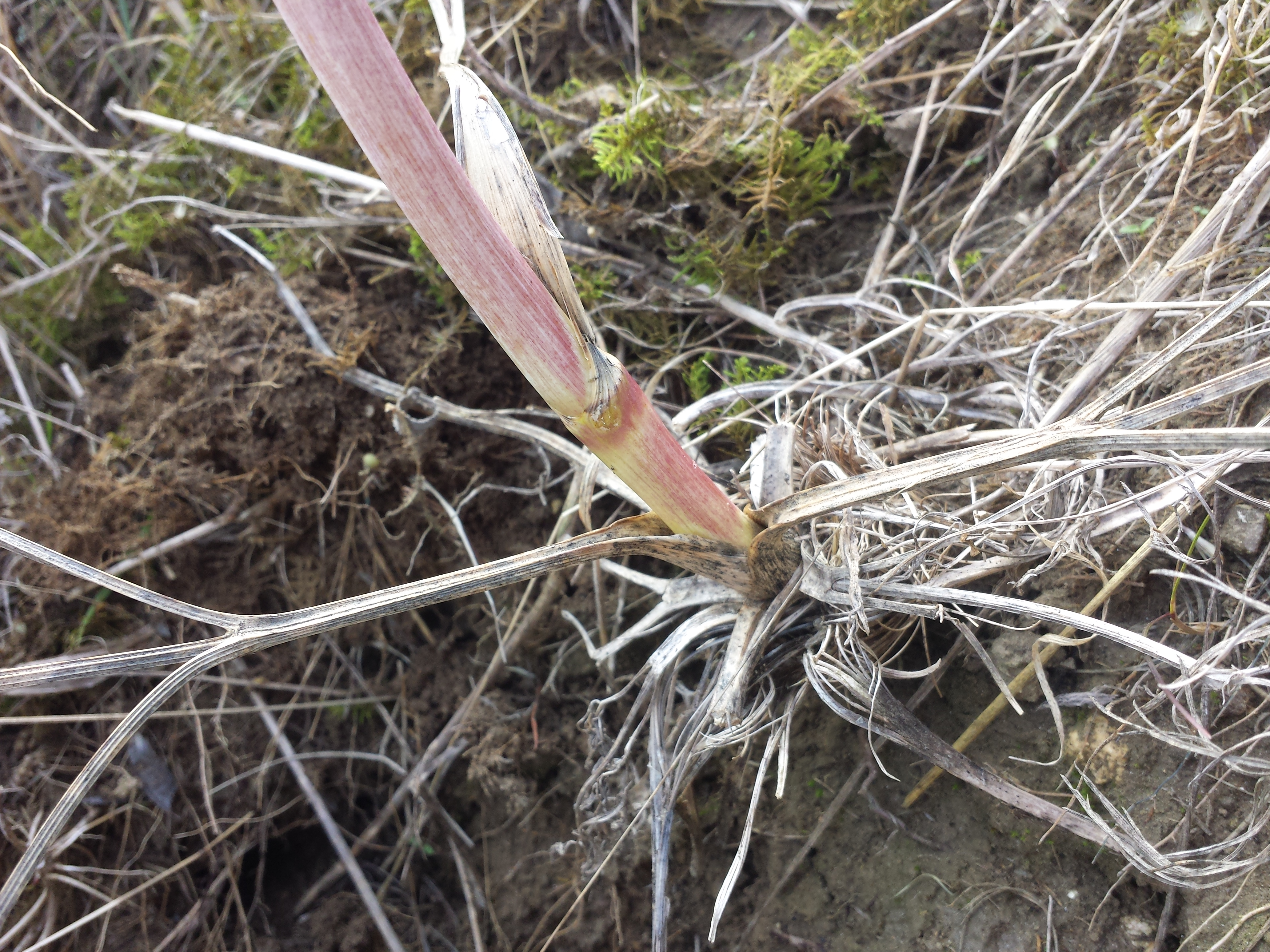
Die Stiele und die Rhachis der Grundblätter sind oberseits rinnig vertieft.
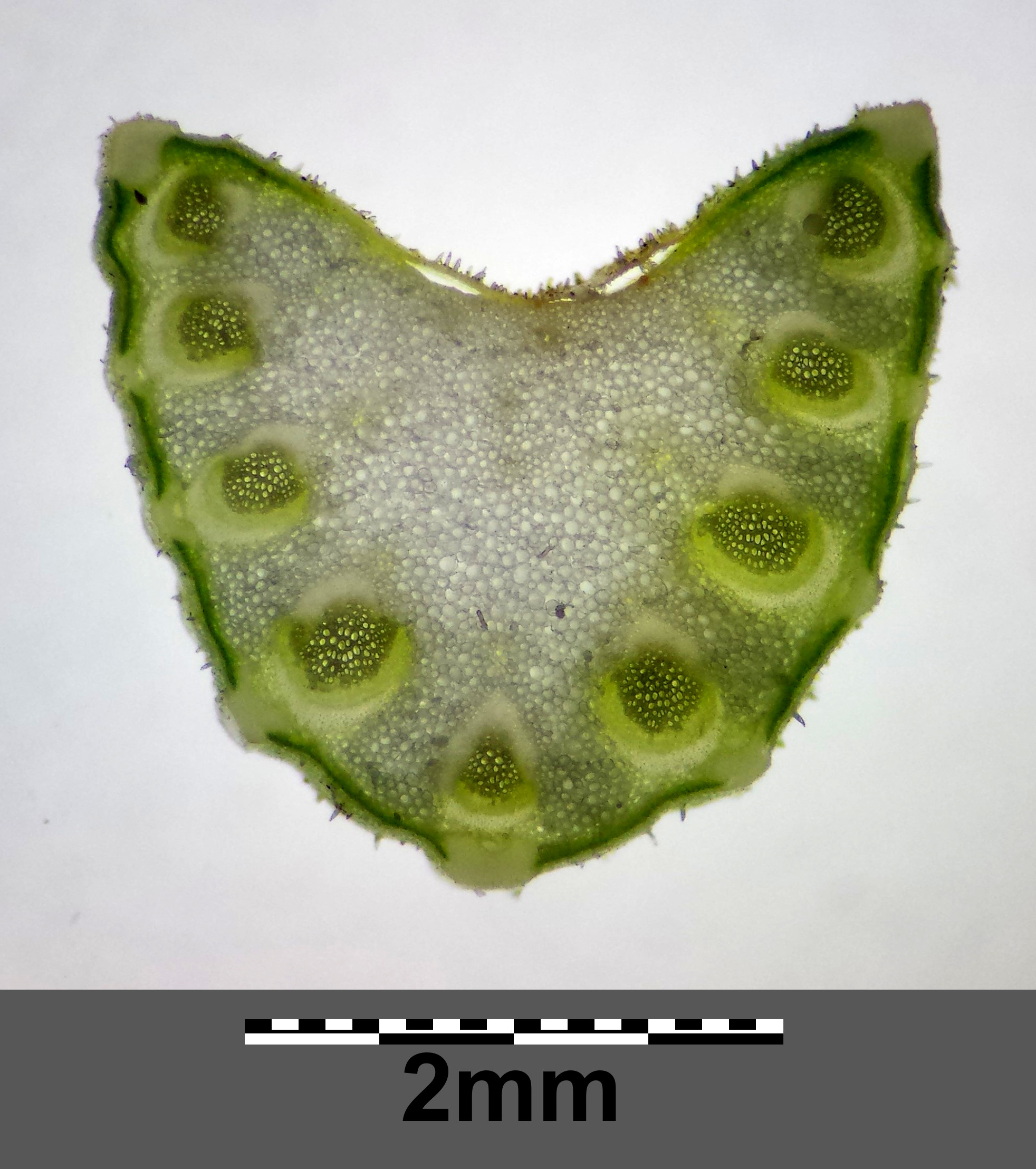
Durchschnitt durch einen Laubblattstiel
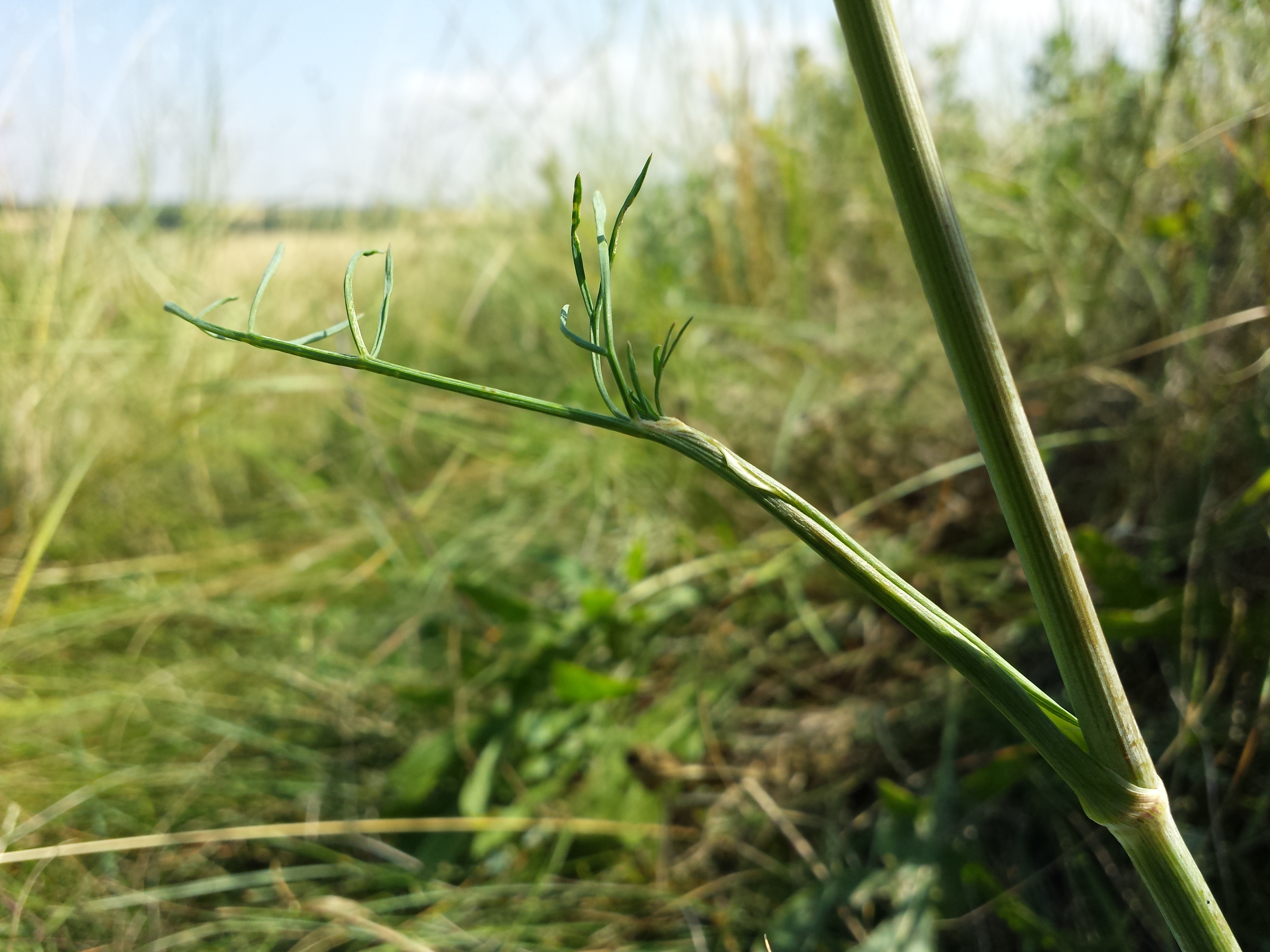
Die Zipfel der gefiederten Laubblätter sind schmal-linealisch und rund einen Millimeter breit.
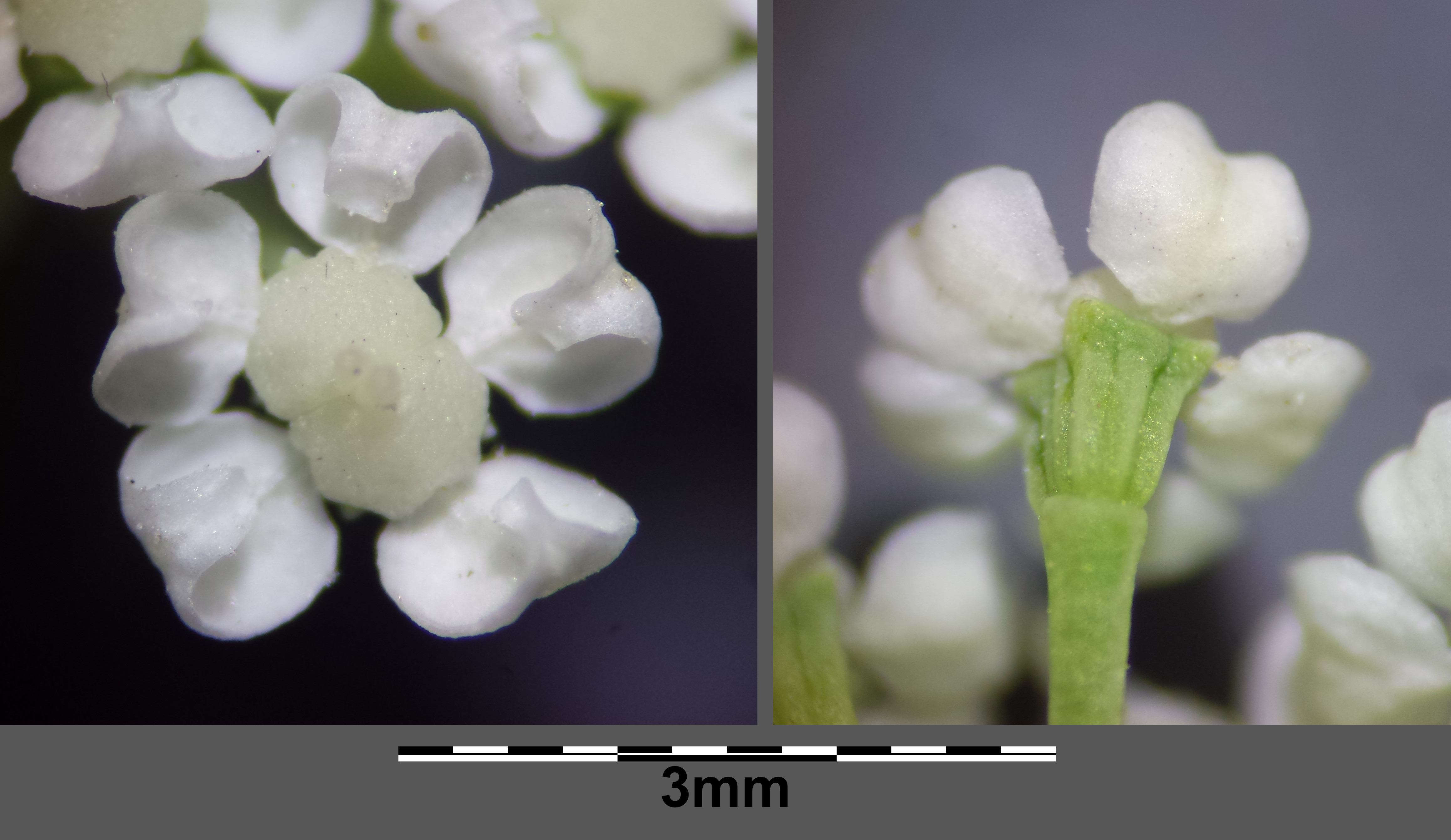
Die Kronblätter sind weiß, rundlich und kahl. Der Kelch ist meist undeutlich.
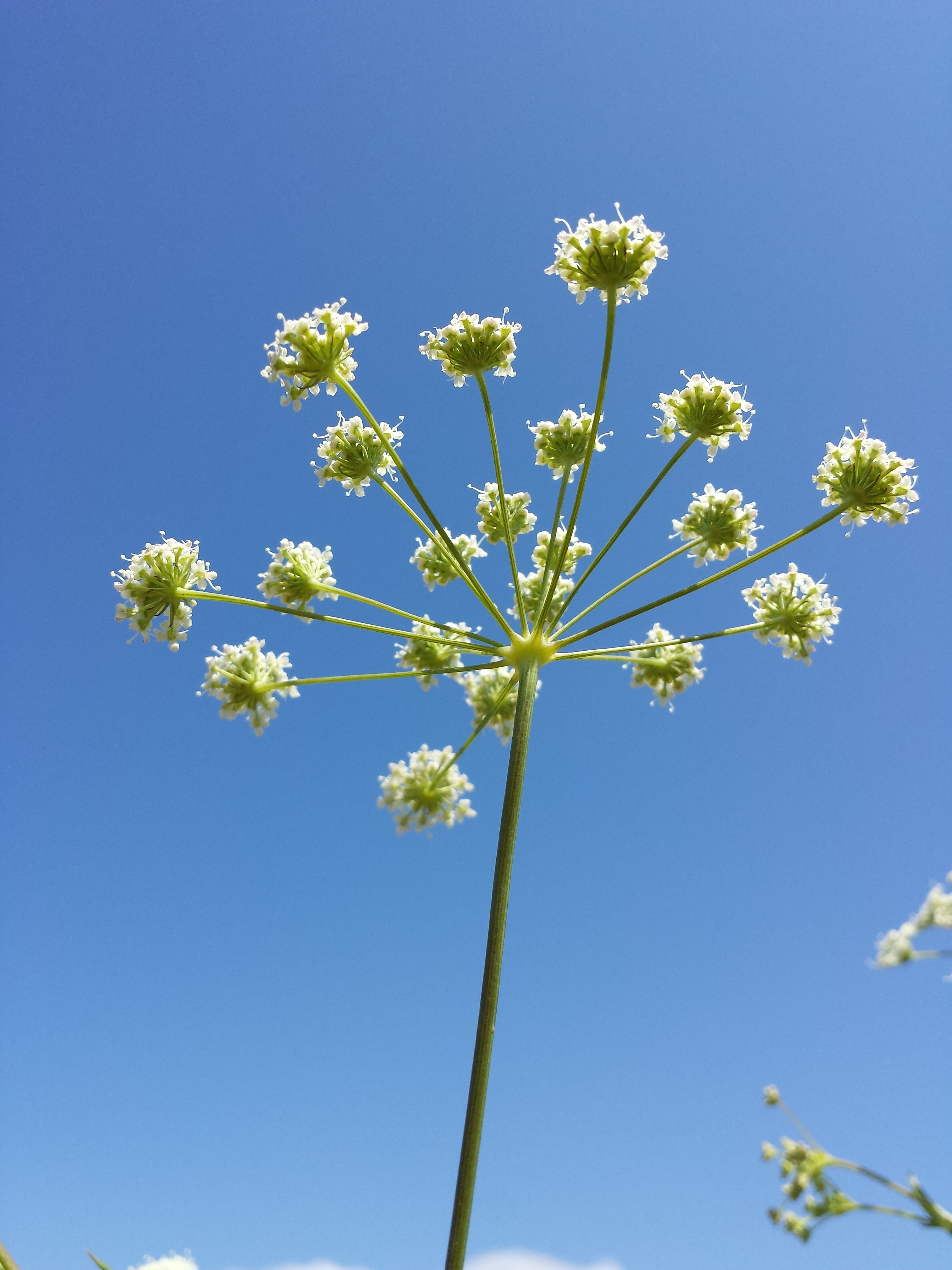
Die Dolde weist keine Hüllblätter und sieben bis 25 Doldenstrahlen auf.
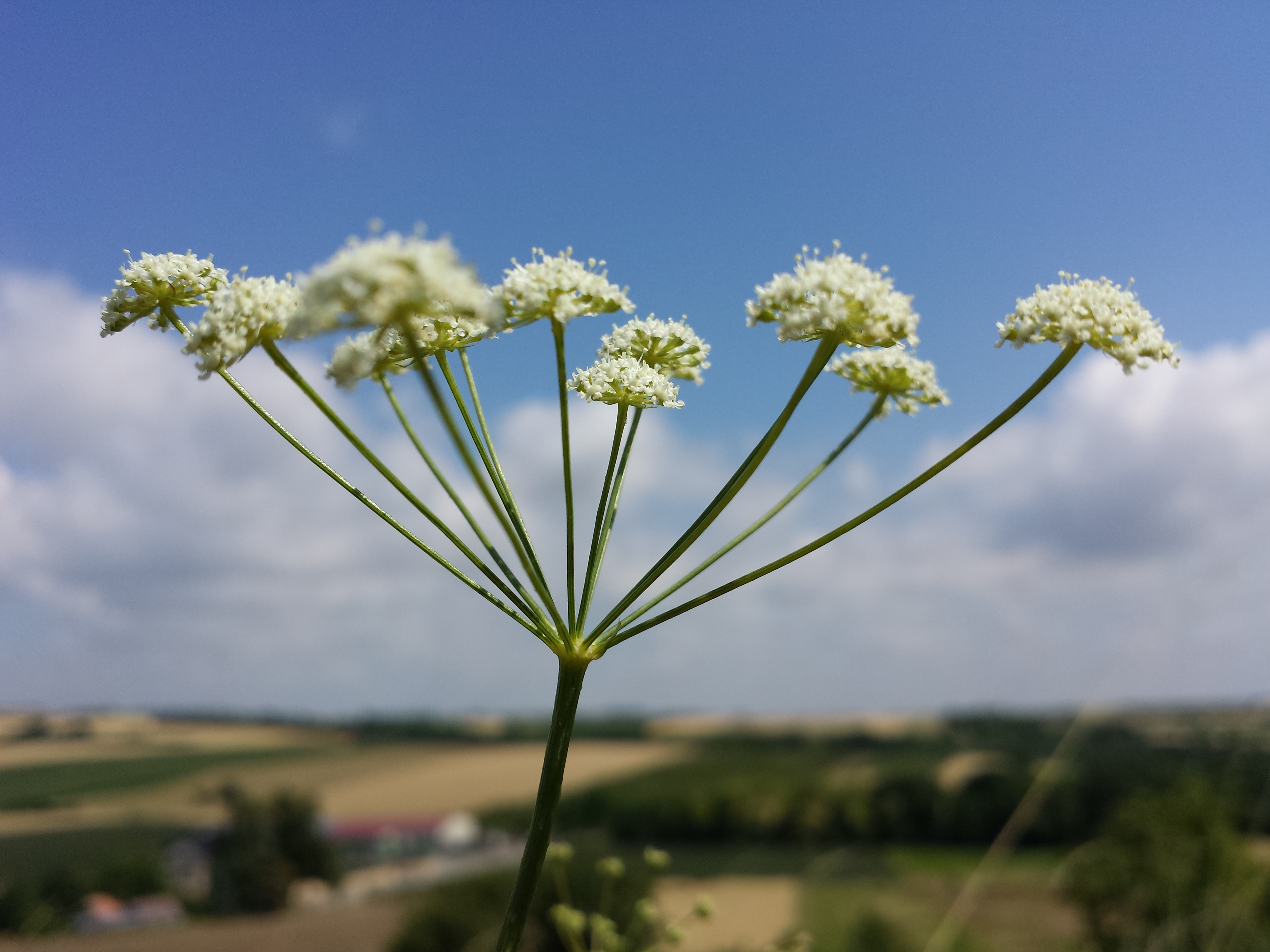
Die Doldenstrahlen sind (auch auf der Innenseite) kahl.

## Weiterführende Literatur
- Vesna Stankov-Jovanovic, Strahinja Simonović, Marija Ilic, Marija Marković, Violeta Mitić, Aleksandra Djordjević, Snežana Nikolić-Mandić: Chemical Composition, Antimicrobial and Antioxidant Activities of Seseli pallasii Besser. (syn Seseli varium Trev.) Essential Oils. In: Records of Natural Products, Volume 10, Issue 3, Januar 2016, S. 277–286 (online bei researchgate.net).